# كونور جيساب
كونور جيساب هو ممثل كندي، ولد في 23 يونيو 1994 بتورونتو في كندا. بدأ مشواره المهني سنة 2005.

## أعمال

### مسلسلات
- السماوات المتساقطة

## وصلات خارجية
- كونور جيساب على موقع IMDb (الإنجليزية)
- كونور جيساب على موقع ألو سيني (الفرنسية)
- كونور جيساب على موقع أول موفي (الإنجليزية)
- كونور جيساب على موقع قاعدة بيانات الفيلم (الإنجليزية)
- كونور جيساب على موقع كينوبويسك (الروسية)